# 랄랄 (인터넷 방송인)
랄랄(본명: 이유라, 1992년 12월 28일 ~ )은 대한민국의 인터넷 방송인이다.
2019년 11월 21일 아프리카TV로 데뷔했으며, 인터넷 방송을 시작하게 된 계기는 "유튜브 활동과 트위치를 통해 전 세계 사람들과 소통하고 싶었으나, 방송 시작하는 방법을 몰라 비교적 쉬운 아프리카TV로 방송을 시작했다"라고 했다.

## 방송
| 연도   | 방송사                    | 제목                      | 비고                     |
| ------ | ------------------------- | ------------------------- | ------------------------ |
| 2020년 | Mnet                      | 《부캐선발대회》          |                          |
| 2020년 | JTBC                      | 《장르만 코미디》         |                          |
| 2021년 | E채널                     | 《어머어머 웬일이니》     |                          |
| 2021년 | MBC                       | 《볼빨간 신선놀음》       | 1회, 2회 게스트          |
| 2021년 | MBC                       | 《황금어장 라디오스타》   | 713회 게스트             |
| 2021년 | MBC                       | 《전지적 참견 시점》      | 148회 게스트             |
| 2021년 | MBC 에브리원              | 《대한외국인》            | 137회, 148회 게스트      |
| 2022년 | MBC 에브리원              | 《쇼킹받는 차트》         | 진행                     |
| 2022년 | SBS                       | 《미운 우리 새끼》        | 257회 게스트             |
| 2022년 | MBC                       | 《호적메이트》            | 24회 게스트              |
| 2022년 | MBC                       | 《심야괴담회》            | 69회 게스트              |
| 2023년 | SBS                       | 《신발 벗고 돌싱포맨》    | 95회                     |
| 2023년 | tvN                       | 《댄스가수 유랑단》       | 6회                      |
| 2023년 | tvN                       | 《코미디빅리그》          | 510회                    |
| 2023년 | tvN                       | 《놀라운 토요일》         | 277회                    |
| 2023년 | JTBC                      | 《아는형님》              | 399회                    |
| 2023년 | MBC 에브리원 & 라이프타임 | 《나는 지금 화가 나있어》 | 1회, 8회 (최종회) 게스트 |
| 2023년 | JTBC                      | 《부름부름 대행사》       | 4회 게스트               |

## 수상 목록
- 2024년 제10회 에이판 스타 어워즈 코리아 셀러브리티상